# 関西創価小学校

学園旗

関西創価小学校（かんさいそうかしょうがっこう）は、大阪府枚方市東中振二丁目にある私立小学校。創価学園理事長は小島和哉（こじま かずや）。学園長は中西均（なかにし ひとし）。校長は本房達哉（ほんぼう たつや）。

## 概要
学校法人創価学園が同じく大阪府内にある関西創価中学校および創価高等学校とともに設置・運営する小学校。
仏教系の日蓮仏法を信仰する宗教団体（宗教法人）である創価学会と関わりがある学校であるが、創価学会の教義に基づく宗教教育は施されていない。
在籍する児童・生徒の大多数は創価学会員の子弟である。ただし、学会員以外の子弟も入学・在籍・卒業でき、入学試験の採点や児童・生徒に対する処遇、成績評価等の面で学会員・非会員の区別は一切無い。

## 教育方針
〇モットー＜低学年＞明るい子・思いやりのある子・ねばり強い子、＜高学年＞闊達・友情・根性
〇育成ポリシー「一人も残らず、平和主義、文化主義、人間主義のグローバルリーダーに」
〇スクールポリシー「明日も行きたくなる学校」「未来につながる学校づくり」

## 沿革
- 1982年- 関西創価小学校開校
- 2013年3月- 体育館・プール・芸術総合棟完成

## 同窓会
- 卒業生の集まりとして「創光会」がある。
- その他、「○期生大会」等が開催される。

## 著名な出身者
- 杉久武（政治家、公認会計士、税理士）
- 國重徹（政治家、弁護士、税理士）
- 國重隆（元プロボクサー）
- 麻生泰（医師、YouTuber）
- 小西勇太（陸上競技選手）

## 交通アクセス
- 京阪本線光善寺駅より徒歩約15分

## 系列校
- 日本
  - 学校法人創価学園
    - 創価中学校・高等学校
    - 関西創価中学校・高等学校
    - 東京創価小学校
    - 札幌創価幼稚園

  - 学校法人創価大学
    - 創価大学
    - 創価女子短期大学
- アメリカ合衆国
  - アメリカ創価大学
- ブラジル
  - ブラジル創価学園（小学校 中学校 高校）
- 香港
  - 香港創価幼稚園
- 韓国
  - 韓国幸福幼稚園
- マレーシア
  - マレーシア創価幼稚園
  - 創価インターナショナルスクール・マレーシア（IB校として2023年開校）
- シンガポール
  - シンガポール創価幼稚園